# ヴィール (カルヴァドス県)
ヴィール （Vire）は、フランス、バス＝ノルマンディー地域圏、カルヴァドス県の旧コミューン。2016年1月1日より、周辺コミューンとの合併でヴィール＝ノルマンディー（Vire-Normandie）となった。

## 地理
ヴィールは、ボカージュ・ヴィロワ地方（fr、ボカージュとはノルマンディー独特の、生垣で区切られた畑や牧草地が広がる地方を示す）に属する。コミューン名は、同名のヴィール川に由来する。アルモリカ山塊北部に位置する。

## 歴史

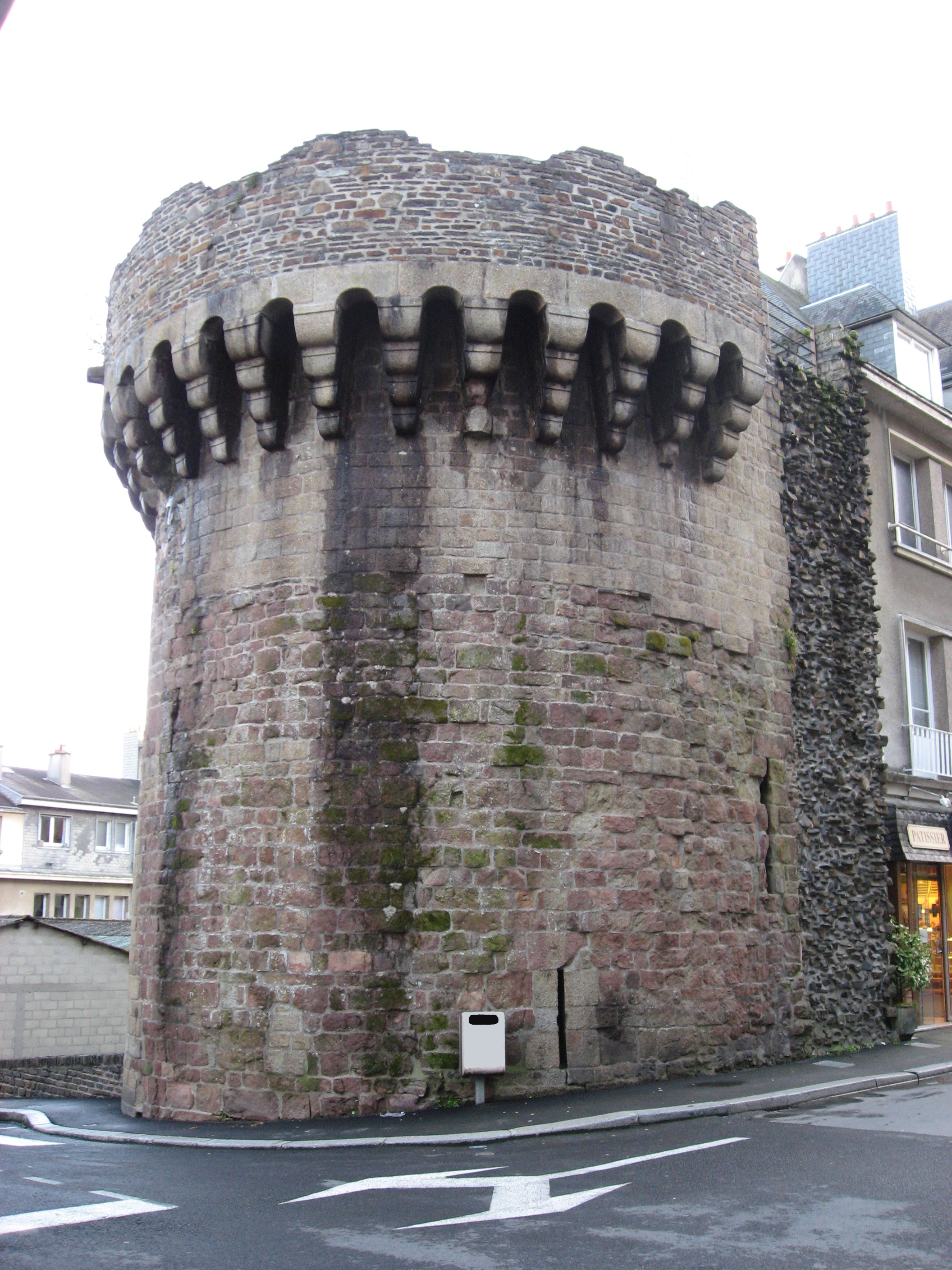
サン＝ソヴールの塔

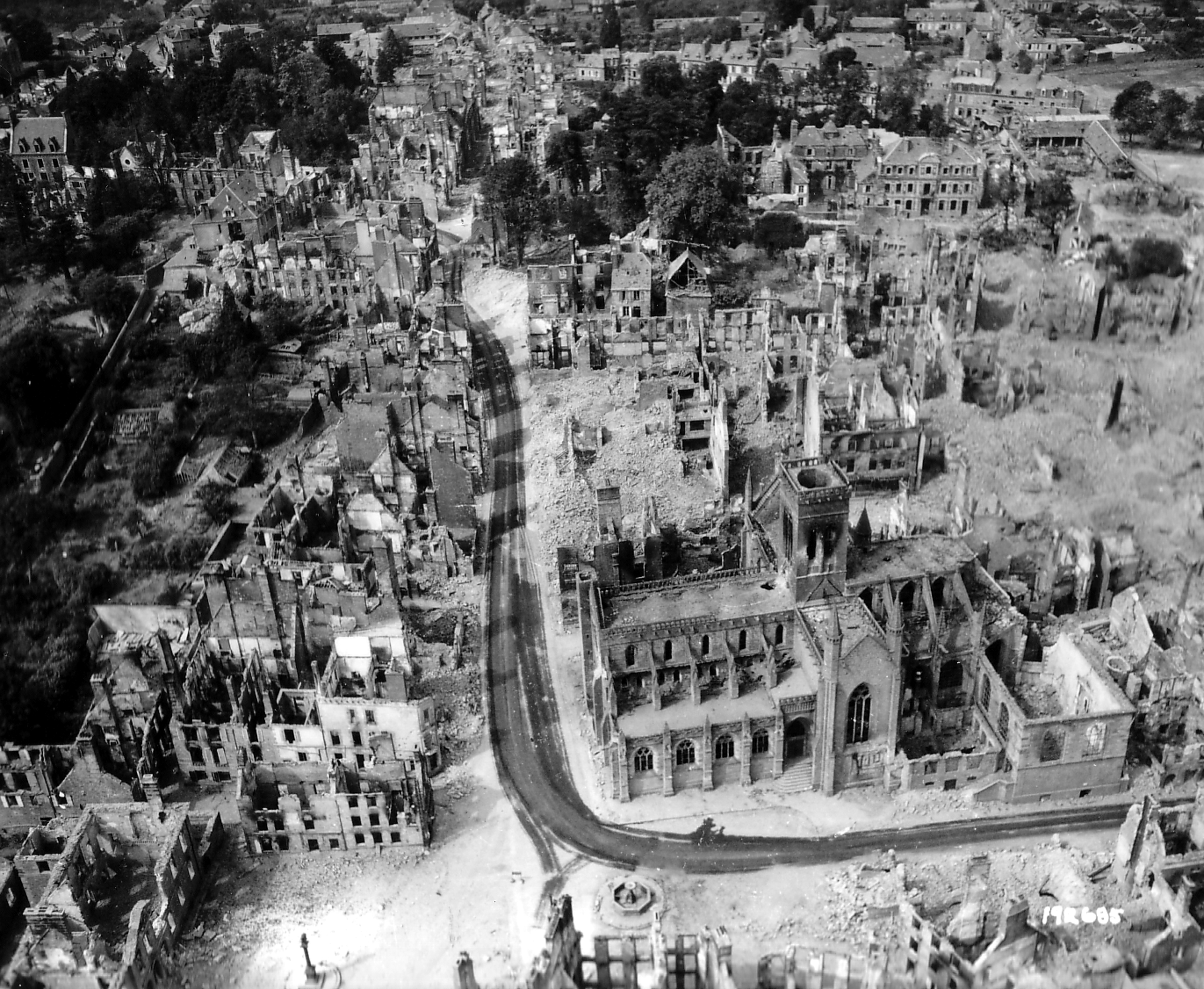
1944年の爆撃後のヴィール市街

1123年、イングランド王にしてノルマンディー公ヘンリー1世は、ヴィール川が蛇行する位置にある露頭した岩の上に、公国防衛のための角型ダンジョンを建設させた。
このダンジョンは、13世紀にルイ9世が外部を城壁で覆った。第二の防衛用壁は14世紀初頭に完成した。
中世後期からコミューンは繁栄した。最初は製革、次はテキスタイル産業であった。
百年戦争中の1368年、ヴィールは傭兵軍に略奪され、1418年にイングランド領となった。フランスへ復帰したのは1450年である。
ルイ13世時代、中世以来の防護用城壁の多くが反乱で破壊された（ユグノー反徒によるものが多かった）。ヴィールのダンジョンと城壁はリシュリューの命令で廃止された。
19世紀、コミューンは工業化と景気後退に耐えることができなかった。
1944年6月6日、ノルマンディーの多くのコミューンのように、ヴィールは20時間もの連合国側による爆撃にさらされ、市街の95%が失われた。再建は1960年代初頭まで続いた。

## 出身者
- ダミアン・エロワ

## 姉妹都市
- トットネス、イギリス
- サンタ・フェ、スペイン
- バウナタール、ドイツ
- アトラコムルコ、メキシコ
- サセレ、ルーマニア